# Ana Brenda Contreras
Ana Brenda Contreras Pérez, nota anche con lo pseudonimo di Ana Breco (McAllen, 24 dicembre 1986), è un'attrice messicana nata negli Stati Uniti.

## Filmografia parziale
- Barrera de amor (2005)
- Duelo de pasiones (2006)
- Juro que te amo (2008-2009)
- Mujeres asesinas (2009)
- Sortilegio (2009)
- Teresa (2010-2011)
- La que no podía amar (2011-2012)
- Corazón indomable (2013)
- Lo imperdonable (2015)
- Dynasty – serie TV, (2018)
- Por amar sin ley (2019)
- Natale tutti i giorni (2022)